# Ministère de la Défense nationale (Liban)
Pour les articles homonymes, voir Ministère de la Défense nationale.
Le ministère de la Défense nationale (arabe : وزارة الدفاع الوطني) est un ministère libanais. Le ministère a son siège à Yarzé, dans le District de Baabda.